# 태양금속공업
태양금속은 자동차부품을 제조하는 코스피 상장 기업이다. 주요 생산 품목은 냉간단조제품이다.
냉간단조란 상온에서 금속을 성형하는 단조방법으로, 1000°C~1250°C의 열을 가하여 가공 성형을 하는 열간단조 방식과 대비되는 개념이다.

## 사업
1954년 자전거 부품 업체인 태양자전거기업사로 설립된 이후 1964년부터 자동차 및 기계, 전기, 전자부품 등을 제조하기 위해 태양금속공업주식회사로 변경하고 법인으로 전환한 것이 태양금속의 전신이다. 현재는 자동차 및 기계, 전기, 전자부품용 냉간단조제품을 생산하는 단일사업부문으로 운영된다.
냉간단조제품은 큰 설비투자가 필요한 반면 투자비 회수 기간이 긴 특성을 갖고 있다. 매출액은 매년 4,000억원을 넘으나 순이익은 미미한 수준으로, 수익성이 크지 못한 편이다. 매출 구성은 냉간단조 제품 72% 및 기타로 이루어진다.

## 테마주
태양금속은 원래 증시에서 크게 주목받는 종목이 아니었으나, 투자자들의 관심을 끌게 된 것은
2015년 6월 15일 가격제한폭이 완화된 직후 태양금속 우선주(이하 태양금속우)가 크게 폭등한 것이 계기였다. 태양금속우에 이어 SK네트웍스, 녹십자, 진흥기업 등의 우선주들이 급등하는 현상을 보였으나, 어떤 종목도 태양금속우의 수익률을 따라가지는 못했다. 태양금속우는 8거래일 연속 상한가의 기록을 세웠다.
이러한 가격제한폭 완화에 관련된 테마는 동전주로 이어져, 슈넬생명과학, 케이디건설, 지엠피 등이 강세를 보였는데, 이들 동전주 테마로 유행이 옮겨가면서 태양금속우는 하락하기 시작했다.